# Rada Wschodnioturecka
Rada Wschodnioturecka (niem. Ost-türkische Rat, ros. Восточнотюркский совет) – projektowane kolaboracyjne przedstawicielstwo narodowe narodów wschodniotureckich w III Rzeszy pod koniec II wojny światowej
Jesienią 1944 r. władze III Rzeszy zamierzały utworzyć Radę Wschodnioturecką z siedzibą w Berlinie, która miała reprezentować interesy narodów wschodniotureckich zamieszkujących ZSRR. W jej skład mieli wejść działacze Turkiestańskiego Komitetu Narodowego i Wołgotatarskiego Komitetu Narodowego oraz przedstawiciele Tatarów krymskich, ewakuowani z Krymu do Niemiec. Projektem zajmowało się Ministerstwo Rzeszy ds. Okupowanych Terytoriów Wschodnich Alfreda Rosenberga. Na przewodniczącego Rady wyznaczono Weli Kajum-chana, a jego zastępcę Abdrachmana Szafi. Jednym z kandydatów na zastępcę był też mjr Gafar Jamalijew. Z kolei Tarifa Sultana uznano za zbyt młodego na to stanowisko. Rada miała stanowić przeciwwagę dla utworzonego pod patronatem SS Komitetu Wyzwolenia Narodów Rosji (KONR) gen. Andrieja A. Własowa. Nie ma dowodów na to, czy Rada do końca wojny faktycznie podjęła działalność.